# Ekeby församling, Strängnäs stift
Ekeby församling är en församling i Kumla pastorat i Södra Närkes kontrakt i Strängnäs stift. Församlingen ligger i Kumla kommun i Örebro län (Närke).

## Administrativ historik
Församlingen har medeltida ursprung och var till 1991 moderförsamling i pastoratet Ekeby och Gällersta, för att därefter ingå i Kumla pastorat.

## Kyrkor
- Ekeby kyrka